# Дей, Мэттью
Мэ́ттью Дей (англ. Matthew Day, род. 4 июня 1985 года) — английский профессиональный игрок в снукер.

## Биография
Выступает в серии турниров PIOS, заняв по итогам сезона 2009/10 49 место.
Мэттью Дей тренируется в одном из Лондонских снукерных клубов, а его партнёры — известный профессионал Барри Хокинс и хороший в прошлом игрок Брэдли Джонс — оказывают большое влияние на развитие игры Дэя. С недавнего времени он тренируется и с Тони Драго.